# آل زرهوسن
آل زرهوسن (انگلیسی: Al Zerhusen; ۴ دسامبر ۱۹۳۱ – ۲۹ ژانویهٔ ۲۰۱۸) بازیکن فوتبال اهل ایالات متحده آمریکا بود.
وی همچنین در تیم ملی فوتبال ایالات متحده آمریکا بازی کرده‌است.
وی در مسابقات کشوری و بین‌المللی در مجموع برندهٔ ۱ مدال برنز شده‌است.